# Heinrich Krigar (Maler)
Heinrich Krigar (* 7. Mai 1806 in Berlin; † 7. Juli 1838 ebenda) war ein deutscher Maler.

## Leben
Über Krigars Leben ist nur wenig bekannt. Ab 1824 war Krigar Schüler der Preußischen Akademie der Künste Berlin, 1824 oder 1826/27 bis 1836 Schüler im Atelier von Wilhelm Wach. 1826–1836 erfolgte seine regelmäßige Teilnahme an den Berliner Akademie-Ausstellungen, um 1836/37 eine Studienreise nach Belgien, Holland und ein Parisaufenthalt. In Paris war er wahrscheinlich Schüler im Atelier von Paul Delaroche.

## Werke
- Aschenbrödel, dem die Täubchen die Erbsen lesen, um 1836, Verbleib unbekannt (Boetticher)
- Ritter und Knappe (Georg und Lerse). Nach Goethes Götz von Berlichingen, 1836, Öl/Lw, 91 × 80 cm, signiert: Krigar 1836, Inv. Nr. W.S. 122, Berlin, Nationalgalerie (Taf. XXVIII).